# Jeremy Transue
Jeremy Transue (* 1. Juni 1983 in Catskill, New York) ist ein ehemaliger US-amerikanischer Skirennläufer. Er war vor allem in den schnellen Disziplinen Abfahrt und Super-G erfolgreich. Im Nor-Am Cup gewann er zwei Rennen und in der Saison 2007/08 die Abfahrtswertung.

## Karriere
Transue nahm im Dezember 1998 erstmals an FIS-Rennen teil und bereits zwei Wochen später folgten die ersten Starts im Nor-Am Cup. Die ersten Punkte im Nor-Am Cup holte er am 6. Januar 2000 mit Platz 27 im Riesenslalom am Hunter Mountain, dort wo er das Skifahren erlernte und als Kind seine ersten Rennen fuhr. In der Saison 2001/02 konnte er sich bereits mehrmals unter den besten 20 klassieren. Bei den Juniorenweltmeisterschaften 2002 in Tarvisio verfehlte er als Vierter in der Abfahrt nur knapp eine Medaille.
Im Jahr 2002 wurde Transue in den Kader des US-amerikanischen Skiverbandes aufgenommen. In der Saison 2002/03 gelangen ihm die ersten Podestplätze im Nor-Am Cup. Er wurde Zweiter im ersten Super-G von Lake Louise und Dritter im ersten Super-G von Le Massif, womit er den dritten Rang in der Super-G-Wertung erreichte. Mit insgesamt neun Top-10-Platzierungen im Super-G, in der Abfahrt und im Riesenslalom kam er im Gesamtklassement auf Rang neun. Gute Leistungen zeigte er auch bei den Juniorenweltmeisterschaften 2003 in Frankreich, wo er jeweils Fünfter im Riesenslalom und in der Kombination wurde. Im nächsten Winter konnte er mit fünf Top-10-Plätzen nicht ganz an die Vorjahresergebnisse anschließen. Zu Saisonende erreichte er bei den US-amerikanischen Meisterschaften in Alyeska hinter Bryon Friedman den zweiten Platz in der Abfahrt. Im Riesenslalom zog er sich wenige Tage später eine Knieverletzung zu. Die Saison 2004/05 begann mit drei Top-10-Platzierungen im Nor-Am Cup, aber im Januar musste er die Saison wegen einer neuerlichen Verletzung beenden. Auch im Winter 2005/06 konnte er aufgrund einer Kreuzbandverletzung keine Rennen bestreiten.
In der Nor-Am-Cup-Saison 2006/07 stand er als Dritter des zweiten Super-Gs von Panorama zum ersten Mal seit fast vier Jahren wieder auf dem Podest. Den ersten Sieg feierte er am 7. Dezember 2007 in der zweiten Abfahrt von Lake Louise. Am Vortag hatte er in der ersten der beiden Saisonabfahrten den fünften Platz belegt, womit er die Abfahrtswertung in der Saison 2007/08 für sich entscheiden konnte. Der zweite Sieg folgte vier Tage später im Super-G von Panorama. Ende Jänner verletzte sich Transue erneut schwer. Er erlitt in einem Europacup-Super-G in Sarntal/Reinswald einen Kreuzbandriss und musste die Saison beenden.
Im Winter 2008/09 kam Transue in den Abfahrten von Lake Louise, Beaver Creek und Wengen zu seinen ersten Weltcupeinsätzen, erzielte aber mit Platzierungen um Rang 50 keine Weltcuppunkte. Sechs weitere Weltcupstarts folgten zu Beginn der Saison 2009/10. Er erreichte dabei als bestes Resultat den 34. Platz im Super-G von Gröden, blieb also wieder ohne Weltcuppunkte. Ab dem Jahreswechsel konnte er verletzungsbedingt an keinen Wettkämpfen mehr teilnehmen. Transue trat vom aktiven Skirennsport zurück und wurde Trainer an der Green Mountain Valley School.

## Sportliche Erfolge

### Juniorenweltmeisterschaften
- Tarvisio 2002: 4. Abfahrt, 9. Kombination, 27. Super-G, 28. Slalom
- Briançonnais 2003: 5. Riesenslalom, 5. Kombination, 11. Abfahrt, 14. Super-G, 27. Slalom

### Nor-Am Cup
- Saison 2002/03: 3. Super-G-Wertung
- Saison 2007/08: 1. Abfahrtswertung
- 5 Podestplätze, davon 2 Siege:

| Datum             | Ort         | Land   | Disziplin |
| ----------------- | ----------- | ------ | --------- |
| 7. Dezember 2007  | Lake Louise | Kanada | Abfahrt   |
| 11. Dezember 2007 | Panorama    | Kanada | Super-G   |

### Weitere Erfolge
- US-amerikanischer Vizemeister in der Abfahrt 2004
- 7 Siege in FIS-Rennen